# Яценко, Александр Иванович (боксёр)
Александр Иванович Яценко (укр. Олександр Іванович Яценко; род. 5 августа 1979, Ленинград) — украинский боксёр. Выступал в тяжёлом весе (до 91 кг). Мастер спорта Украины международного класса. Участник Олимпийских игр 2000 года.

## Биография
Воспитанник Детско-юношеской спортивной школы № 7 города Севастополь, где завершил обучение в 1996 году.
Три раза становился чемпионом Украины. В 1995 году стал чемпионом Европы среди кадетов, прошедшем в Элязыге, Турция. Серебряный призёр юношеского чемпионата Европы 1997 года в Бирмингеме, где проиграл финал Себастиану Кёберу (Германия). Чемпион мира 1996 года среди юношей, который прошёл в Гаване, победив в финале кубинца Юркиса Стерлинга. Тем не менее после окончания турнира был дисквалифицирован.
В 1999 году принимал участие в турнире «Золотой пояс» в Бухаресте, Кубке Чёрного моря в Севастополе и стал обладателем Кубка Акрополиса (Афины), будучи сильнее в финале азербайджанца Магомеда Арипгаджиева. Участник матчей Украина — Куба в 1999 и 2000 годах.
На 2000 год пришлись выступления в международном турнире четырёх наций в Москве и чемпионате Европы в Тампере.
Участвовал на Олимпийских играх 2000 года в Сиднее, где выбыл после первого боя от Руслана Чагаева из Узбекистана.